# Austinmer
Austinmer est une ville de Nouvelle-Galles du Sud en Australie, située au nord de la région côtière d'Illawarra, dans la zone d'administration locale de la ville de Wollongong, au sud de Sydney.
Sa population était de 2 560 habitants en 2016.
La plage principale de la ville est l'Austinmer Beach, une plage surveillée fréquentée par les surfeurs et les touristes. Il existe également une autre plage non surveillée au nord d'Austinmer Beach.